# Everything But the Truth (film 1920)
Everything But the Truth è un film muto del 1920 diretto da Eddie Lyons e Lee Moran.

## Trama
Anche se la sua compagnia petrolifera è vicina alla bancarotta, Bill Hervey non sa pensare ad altro che al suo matrimonio con Helen Gray. Mentre si trova nella loro nuova casa nei sobborghi, accompagna la vicina, Annabelle Eaton, in una fattoria di polli. Lì, però, un matto li chiude a chiave in una stanza e i due sono costretti a passare la notte insieme. Quando riescono a uscire, hanno difficoltà a spiegare quella strana avventura ai rispettivi partner. Per fortuna giunge un medico che spiega che il matto è un suo paziente scappato dalla casa di cura. Il dottore, inoltre, rifonde i due per i danni che possono aver subito. La spiegazione soddisfa le coppie che si riconciliano e il denaro del dottore serve a Bill per appianare i suoi problemi finanziari.

## Produzione
Il film fu prodotto dall'Universal Film Manufacturing Company.

## Distribuzione
Distribuito dall'Universal Film Manufacturing Company, il film uscì nelle sale cinematografiche USA il 31 maggio 1920.